# Conflitos Luso-Mogores
Os conflitos Luso-Mogores foram uma série de confrontos armados entre as forças do Império Português, na Índia, e o Império Mogor, entre o século XVI e o século XVIII.
O Império Mogor entrou em contacto direto com o Império Português em 1573, depois de Aquebar ter conquistado o Guzerate, que fazia fronteira com os territórios portugueses de Diu, Damão e Baçaim. O governador da Índia, António de Noronha, assinou então um tratado com Aquebar, estabelecendo oficialmente relações bilaterais entre Portugal e o Império Mogor.
Hostilidades geralmente eclodiam devido a erros diplomáticos, ao apoio português à Confederação Marata ou à recusa portuguesa de pagar tributo aos mogores.
Não obstante o despoletar de ocasionais incidentes, as relações Luso-Mogores eram, para todos os efeitos, pragmáticas, uma vez que os Mogores davam prioridade à terra e as autoridades portuguesas ao mar. A partir de 1573, os Mogores concordaram em não acolher nos seus portos frotas piratas, acolheram embaixadores portugueses e missões jesuítas em Agra e, em troca, a Coroa Portuguesa concedia todos os anos um único cartaz aos Imperadores mogores, que assim reconheceram tacitamente a supremacia naval portuguesa no Oceano Índico.
O conflito com os portugueses fez também com que o Império Mogor favorecesse as relações com a Companhia das Índias Orientais, a qual foi autorizada a abrir um entreposto comercial em Surrate, na esperança de que os ingleses pudessem ser-lhes de utilidade contra os portugueses.

## Contexto
Portugal estabeleceu contacto directo com a Índia quando Vasco da Gama alcançou Calecute por mar pela Rota do Cabo em 1498. Uma primeira fortaleza foi então construída no reino aliado de Cochim em 1502 em troca de uma aliança militar contra os Samorim de Calecute, ao passo que Goa, que viria a ser a capital do Estado da Índia, foi capturada por Afonso de Albuquerque em 1510.
O Sultanato do Guzerate era hostil aos portugueses, mas quando eclodiu a guerra entre o Sultão Badur do Guzerate e Humayun em 1532, Badur ofereceu a Portugal o território de Baçaim em troca de paz e apoio militar contra os mogores. O governador português da Índia, Nuno da Cunha, concordou e o Tratado de Baçaim foi assinado em 1534. Badur foi, no entanto, derrotado em batalha e, como resultado, no ano seguinte permitiu que os portugueses erguessem uma formidável fortaleza na estratégica ilha de Diu, em no extremo sul da Península de Kathiawar, em troca de protecção caso seu reino fosse conquistado.
O Guzerate foi posteriormente invadido pelas tropas mogores e mediante estas circunstâncias entraram em confronto pela primeira vez com os portugueses, embora a região só seria anexada em 1573.

## Primeiros combates 1535-1573
Entre a assinatura do Tratado de Baçaim em 1534 e a anexação do Guzerate em 1573, os portugueses envolveram-se com tropas invasoras mogores, em defesa de território seu ou em apoio dos guzerates.

### Cerco de Verivene, 1535
A pedido do Sultão Badur, o governador Nuno da Cunha despachou Vasco Pires de Sampaio à testa de uma esquadra naval com 250 soldados para recuperar o forte de Verivene, na foz do rio Indo, que havia sido tomado pelos mogores. Foi atacado em certa manhão, mas antes que os portugueses tivessem desembarcado a sua artilharia, os mogores abandonaram a fortaleza durante a noite e este foi recuperado para o Guzerate no dia seguinte.

### Cerco de Damão, 1565

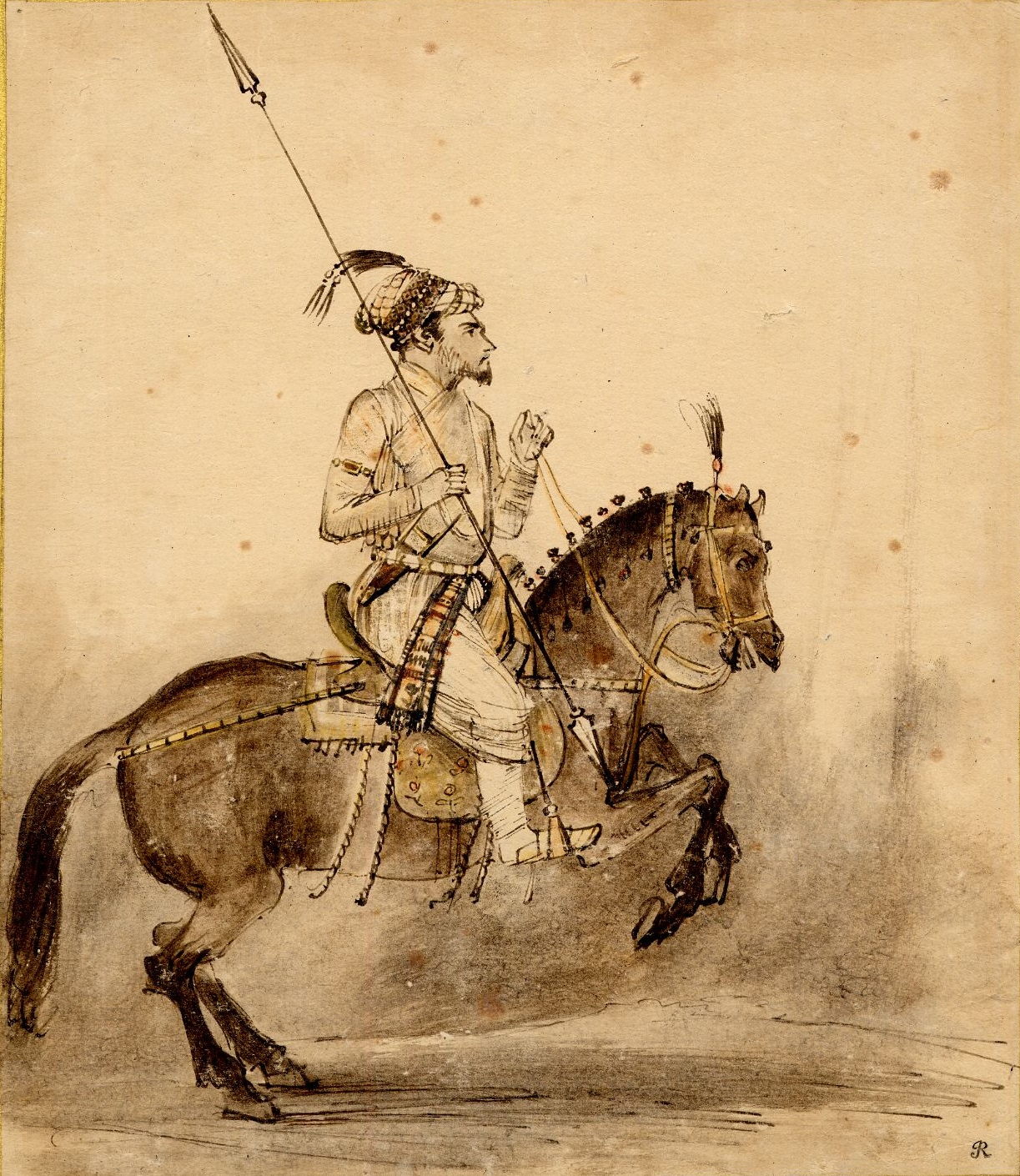
Cavaleiro mogor representado num desenho seiscentista.

Quando os mogores invadiram o Sultanato de Guzerate em 1565, 3.000 cavaleiros mogores invadiram o território de Damão, conquistado pelo governador D. Constantino de Bragança em 1559. Depois de receber reforços de Goa, Chaul e Baçaim, o capitão de Damão João de Sousa marchou para norte, para lá do rio Damanganga, com uma força de 600 arcabuzeiros, 120 cavaleiros e alguns canhões de campanha até Pernel, onde os mogores haviam acampado, mas os mogores retiraram-se imediatamente, deixando para trás todo o seu material, que foi capturado.

### Campanhas guzerates, 1569
Em 1569, Nuno Velho Pereira foi despachado de Damão com uma esquadra naval para limpar o Golfo de Cambaia dos inimigos dos portugueses. Foram queimadas duas vilas, navios, capturou prisioneiros e mais tarde atacou uma fortaleza mogor a três léguas de Damão, em Pernel, que foi abandonada após seis dias de bombardeio de artilharia e arrasada.
Ayres Telles de Menezes ajudou Rustum Khan a resistir ao cerco mogor a Baroche com uma esquadra de sete navios. Rustum Khan oferecera-se para se tornar um vassalo tributário de Portugal mas depois de terem os mogores sido rechaçados, Rustum Khan repudiou sua parte no acordo.

Bandeira naval e de guerra portuguesa, com a cruz da Ordem de Cristo.

Enquanto decorria o cerco de Baroche, o capitão de Damão Dom Pedro de Almeida navegou para Surrate e confiscou dois grandes navios mercantes carregados pelo senhor de Surat Agaluchem sem autorização do vice-rei da Índia. Eles foram avaliados em 100.000 ducados.

## Cerco de Damão, 1581
Em 1580, Diogo Lopes Coutinho de Santarém, à testa de uma força de oito navios, mandou queimar uma aldeia perto de Surrate, depois de ter a sua guarnição morto seis portugueses que haviam desembarcado. A pedido do governador mogor de Surrate Caliche Mahamed, o governador mogor de Baroche Cutubidicão juntou com ele forças e formaram um exército de 15.000 homens, elefantes e um canhão para atacar Damão.
Reforços portugueses desembarcaram em Damão enquanto os mogores atacavam o território circundante. Confrontados com mais dura resistência do que anteciparam, os mogores hesitaram em atacar Damão apesar da sua vantagem numérica, e retiraram o seu exército após seis meses de manobras e escaramuças em torno da mesma.

## Batalha de Bulsar, 1582

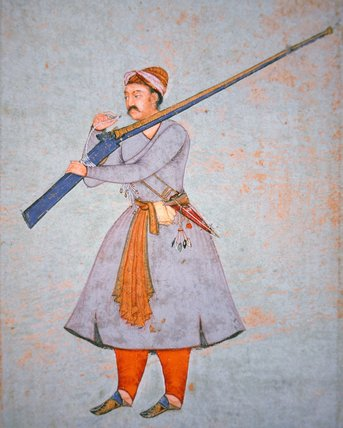
Gravura mogor de um oficial em 1585.

Por desejar fazer a peregrinação a Meca, a tia do imperador Aquebar, Gulbadã Begum, entregou Bulsar, a norte de Damão, aos portugueses em 1572 enquanto esperava por um cartaz em Surrate, a fim de garantir uma passagem segura e célere. Ao regressar e já não necessitando de manter boas relações com os portugueses, exigiu que Bulsar fosse reconquistada e prontamente foram enviadas de Surrate tropas mogores para ocupar a cidade, mas foram rechaçadas pelos portugueses com perdas consideráveis.

## Guerra Luso-Mogor de 1613-1615
Certa afinidade marcou as relações entre Agra e Goa até 1613. Após a Batalha de Suvali os mogores permitiram que a Companhia das Índias Orientais abrisse uma feitoria em Surrate e, como represália os portugueses confiscaram o navio mercante real mogor Rahimi, pertencente à mãe do Imperador Jahangir, Mariam-uz-Zamani, valendo o navio e a sua carga de 200.000 libras e transportando 700 pessoas.
O incidente da Rahimi desencadeou uma grave crise diplomática e renovaram-se as hostilidades entre os mogores e os portugueses. A igreja jesuíta em Agra foi obrigada a encerrar. O território de Damão foi invadido por um destacamento mogor partido de Surrate, que em meados de 1614 entrou em confronto com reforços enviados de Goa sob o comando de Luiz de Brito, que obrigou os mogores a retirarem-se.  A cidade de Baroche foi então saqueada pelos portugueses e a região circundante posta a saque pelas forças de Brito.

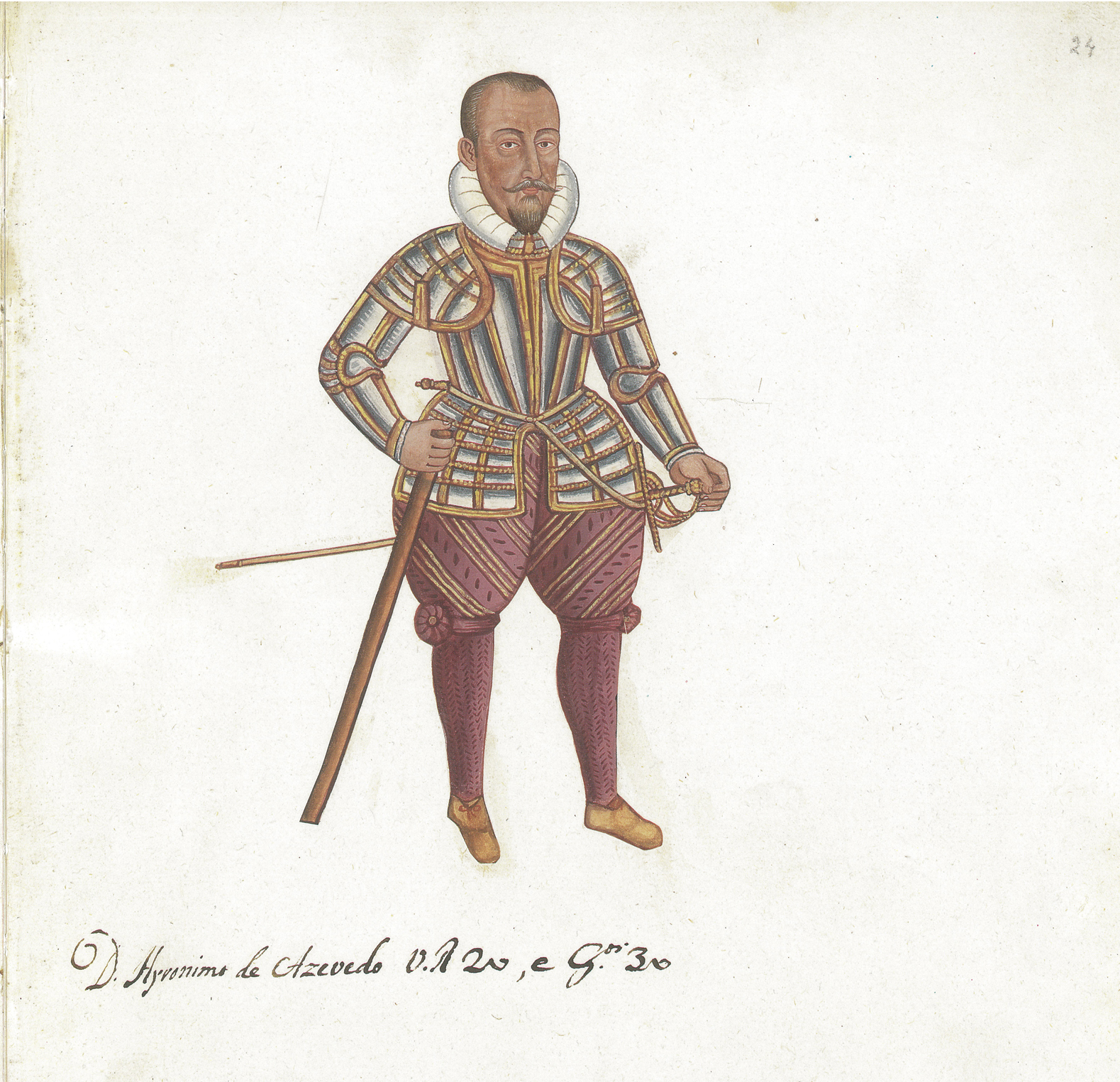
O vice-rei D. Jerónimo de Azevedo.

O comércio português com o Império Mogor cessou durante o conflito, proporcionando à Companhia Inglesa das Índias Orientais inesperados lucros. Passados dois anos, o vice-rei Dom Jerónimo de Azevedo compensou os mogores e restabeleceu as relações bilaterais com a assinatura de um novo tratado.

## Crise Luso-Mogor de 1630
Uma crise entre o Estado Português da Índia e o Império mogor eclodiu em Março de 1630 quando o capitão Dom Francisco Coutinho de Ocem capturou dois grandes navios mercantes mogores no porto de Surrate por carecerem de cartazes e um dos navios pertencia a Shah Jahan. Outro grande navio mercante mogor foi apreendido por Dom Francisco em Setembro mas um tratado foi negociado em Novembro, evitando-se assim mais conflito.

## Cerco de Ugolim, 1632
Em 1578, o mercador português Pedro Tavares obteve da Corte mogor autorização para que os mercadores portugueses se estabelecessem em Ugolim. Embora a cidade passasse a conter uma grande comunidade de mercadores, igrejas e mosteiros, não fazia oficialmente parte do Império Português.
Tendo recebido queixas das actividades ilegais portuguesas na região e irritado por não terem os portugueses apoiado uma revolta sua, Shah Jahan mandou destruir Ugolim. Embora a cidade não fosse amuralhada e defendessem-na não mais de 300 portugueses, só foi tomada após um cerco de três meses e os seus habitantes levados cativos para Agra. O vice-rei da Índia intercedeu em nome dos mercadores e estes foram autorizados a reinstalar-se em Bengala no ano seguinte.

## Guerra Luso-Mogor de 1638-1639

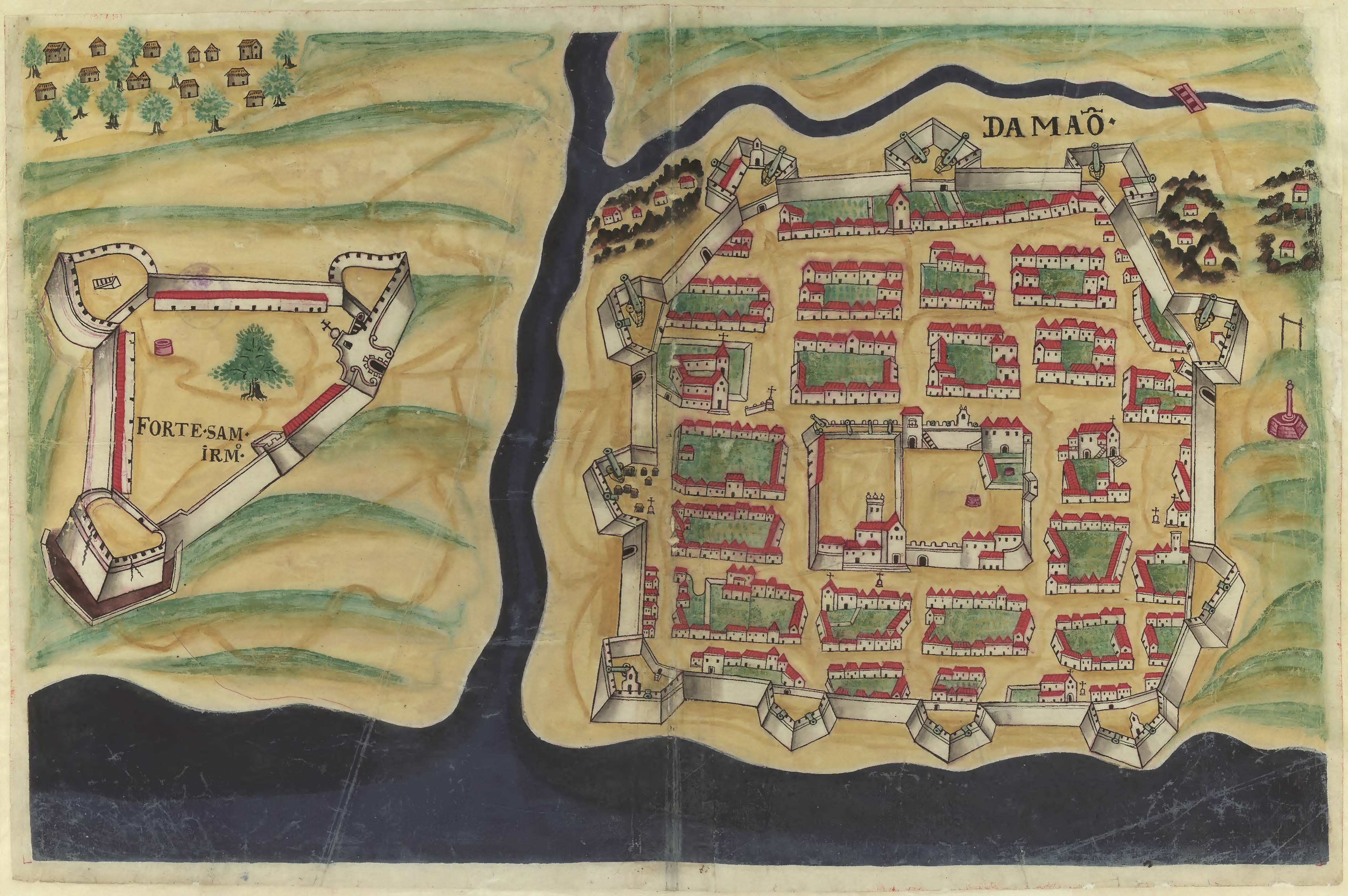
Fortalezas de Damão.

Depois de ser nomeado vice-rei do Decão, o príncipe Aurangzeb mandou atacar Damão. Em finais de 1638, um exército mogor de 10.000 a 40.000 homens invadiu o território português e montou acampamento em Magravará, a três quilómetros da cidade.
Reforços chegaram a Damão por mar e os portugueses levaram a cabo ataques limitados e surtidas contra os mogores. Não obstante a violência do cerco, na noite de 5 de Janeiro de 1639 o capitão da cidade ofereceu mantimentos a William Methwold quando o seu navio ali atracou. Como os mogores não tinham meios para cortar as linhas de abastecimento de Damão, os portugueses podiam  reforçar a cidade continuamente.
Incapazes de romper as defesas portuguesas apesar da sua superioridade numérica, os mogores solicitaram a paz através do governador de Surrate Mir Musa, com a ajuda do presidente da feitoria da Companhia das Índias Orientais em Surrate, e mais tarde levantaram o cerco, tendo perdido entre 700 e 7.000 homens na acção.

## Guerra Luso-Mogor de 1692-1693

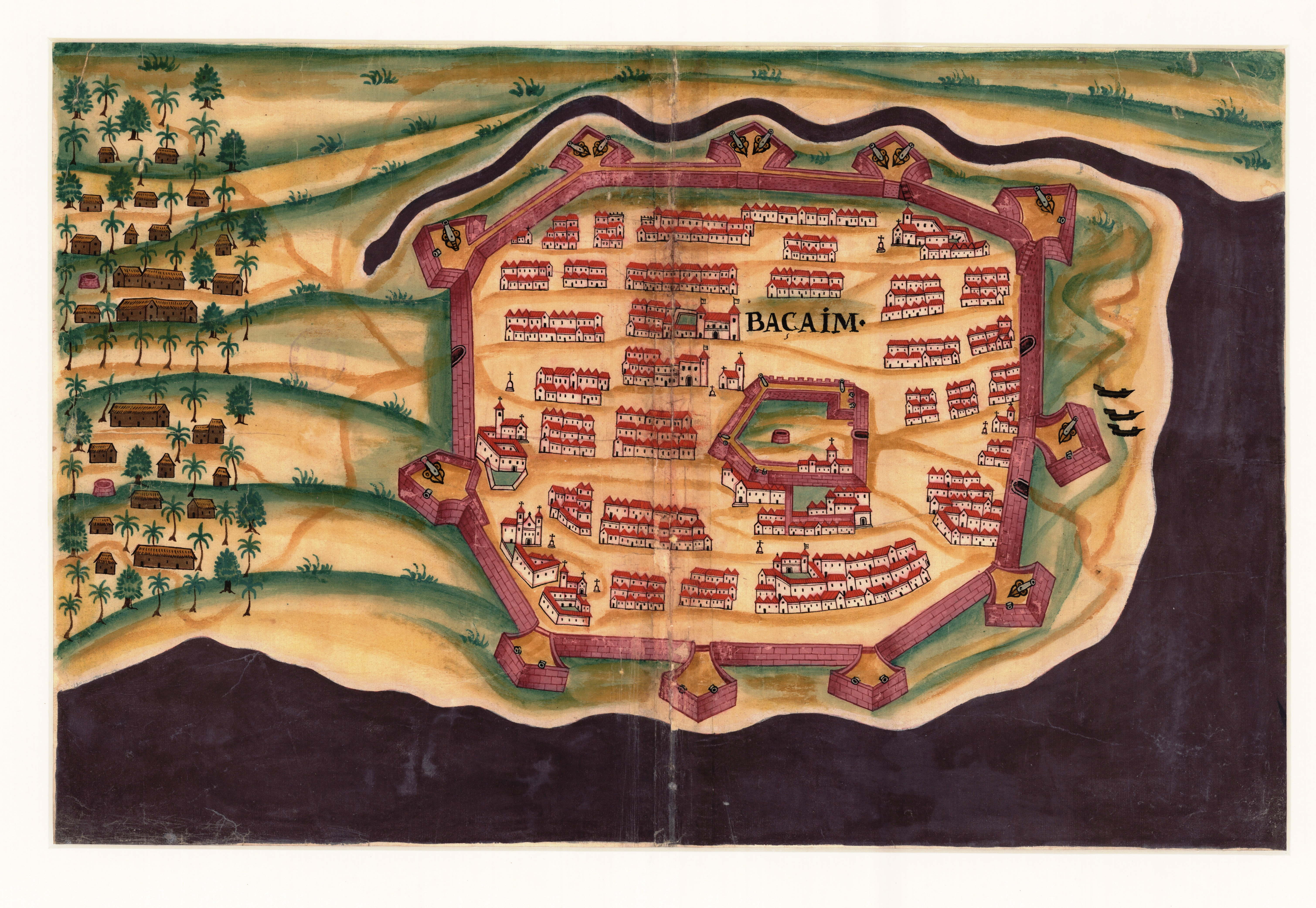
A fortaleza de Baçaim.

Aquando de uma guerra com o Império Marata, um exército mogor pediu passagem pelo território português perto de Baçaim, mas as autoridades portuguesas recusaram-lhes o pedido. Como o general mogor Matabar Khan acusava os portugueses de favorecerem os Maratas e de abrigarem as famílias dos seus oficiais, em 1692 invadiu o território e pilhou a região de Baçaim.
Contudo, por meios diplomáticos, o vice-rei português Pedro António de Meneses Noronha de Albuquerque conseguiu que o Imperador Aurangzeb ordenasse o fim das hostilidades. Matabar Khan foi instruído a devolver quaisquer prisioneiros de guerra e a compensar os portugueses com 200.000 rupias.

## Consequências
As guerras travadas contra os portugueses levou a que que o Império Mugor se voltasse gradualmente para a Companhia Inglesa das Índias Orientais para o comércio.
No que aos mogores dizia respeito, a supremacia naval portuguesa foi total e incontestada, dado que os mogores pagavam aos portugueses direitos para navegarem no Oceano Índico.
Sendo os mogores uma potência terrestre, não queriam hostilizar os portugueses pois daí poderiam resultar graves represálias contra os seus navios mercantes e, sobretudo, perturbar a rota naval de peregrinação a Meca, que a Corte Mogor procurava proteger. Os navios mercantes mogores eram obrigados a adquirir cartazes aos portugueses para navegar no Oceano Índico e custavam estas licenças entre 3.000 e 8.000 mamudis. Procuraram também a simpatia dos portugueses para controlar as actividades dos Maratas no Concão. Os portugueses, por sua vez procuravam não hostilizar os mogores a fim de preservarem o seu território na Índia.
Embora os conflitos abertos tendessem a ser evitados, os vice-reis apoiavam secretamente os Maratas contra os mogores e promoviam alianças anti-mogores no Decão, envolvendo os sultanatos de Ahmadnagar, Bijapur e Golkonda.
Após a conquista Marata do Concão e do Guzerate no século XVIII, cessou o contacto directo entre a Índia portuguesa e o então decadente Império Mogor.